# Quett Masire
Sir Quett Ketumile Joni Masire (født 23. juli 1925, død 22. juni 2017 ) var præsident af Botswana i 1980-98.
Han var en af grundlæggerne af Bechuanaland Democratic Party før Botswanas uafhængighed, og var vicepræsident 1966-80.